# Forze Armate Rivoluzionarie della Colombia - Esercito del Popolo
Le Forze Armate Rivoluzionarie della Colombia - Esercito del Popolo (in spagnolo Fuerzas Armadas Revolucionarias de Colombia - Ejército del Pueblo, note anche con gli acronimi di FARC o FARC-EP) sono state un'organizzazione guerrigliera comunista della Colombia di ispirazione marxista-leninista e bolivariana, fondata il 27 maggio 1964. Hanno utilizzato sia diverse tattiche militari che metodi non convenzionali, come il terrorismo.
Le operazioni delle FARC-EP venivano finanziate da rapimenti e riscatti, dall'estrazione mineraria illegale, da estorsione e tassazione di varie forme di attività economica e dalla produzione e distribuzione di droghe illegali. Le Nazioni Unite hanno stimato che, al 2008, solo il 12% delle uccisioni di civili nel conflitto armato colombiano erano state commesse dalle FARC e dell'ELN (altra organizzazione comunista), l'8% dalle forze di sicurezza colombiane e le restanti 80% da paramilitari di estrema destra.
Nel 2021 molti membri delle FARC sono state ufficialmente incriminati per vari reati e crimini contro l'umanità non coperti da amnistia, come sequestro di persona (circa 21.000, i più celebri quelli di Ingrid Betancourt e Clara Rojas), sparizione forzata, omicidio, tortura, trattamenti crudeli e violenza sessuale.
Nel 2007, le FARC dichiararono di essere una forza armata di 18.000 persone, nel 2010, l'esercito colombiano stimò le FARC in 13.800 membri, il 50% dei quali erano guerriglieri armati e, nel 2011, il presidente della Colombia, Juan Manuel Santos, affermò che comprendevano meno di 10.000 membri. Nel 2013 venne riferito che 26.648 membri delle FARC e dell'ELN avevano deciso di smobilitarsi dal 2002.
Dal 2008 al 2017, le FARC attaccavano le pattuglie di polizia con mortai, fucili di precisione ed esplosivi artigianali, poiché non erano considerati abbastanza forti da coinvolgere direttamente le unità di polizia. Infine, nel giugno 2016, le FARC firmarono un accordo di cessate il fuoco con Juan Manuel Santos, visto come un passo storico per porre fine al conflitto che dura da oltre 50 anni. Il 25 agosto 2016 Santos, ha annunciato che 4 anni di negoziati avevano assicurato un accordo di pace con le FARC e che il 2 ottobre si sarebbe tenuto un referendum nazionale sull'accettare o meno l'accordo. Il referendum fallì, con il 50,2% di voti contrari all'accordo, definito dai suoi oppositori come un rischio di legittimazione della violenza e criticato come troppo buono con le FARC. Il governo colombiano e le FARC firmarono il 12 novembre 2016 un accordo di pace rivisto. Il 27 giugno 2017, le FARC hanno cessato di essere un gruppo armato, disarmandosi e consegnando le proprie armi alle Nazioni Unite. Un mese dopo, hanno annunciato la loro riforma come partito politico legale, la Fuerza Alternativa Revolucionaria del Común, rinominata Comunes nel 2021, che alle prime elezioni nazionali a cui ha partecipato ha raccolto solo lo 0,36% dei consensi, ottenendo però 5 seggi al Senato e 5 alla Camera, come stabilito negli accordi di pace.
Circa 1.200 dissidenti delle FARC hanno rifiutato l'accordo di pace del 2016 e continuano il traffico di droga. Una piccola fazione delle FARC ha annunciato il ritorno all'attività armata il 29 agosto 2019, affermando che il governo colombiano non rispettava gli accordi di pace. Il governo colombiano ha risposto con attacchi militari, eliminando dei dissidenti che intendevano guidare il riarmo.

## Le origini del movimento
La nascita delle FARC risale al 27 maggio 1964 durante l'Operazione Marquetalia, una massiccia operazione militare dello Stato colombiano, effettuata con appoggio statunitense, atta a reprimere con la forza le esperienze di auto-organizzazione agraria contadina che si erano sviluppate nelle regioni Tolima e Huila, accusate dal governo di rappresentare un pericolo per l'integrità della nazione, in quanto "inaccettabili repubbliche indipendenti". Alla luce della cruenta repressione subita, i sostenitori di quelle esperienze, che sfuggirono sotto la direzione di Manuel Marulanda Vélez ad un accerchiamento effettuato da 16.000 effettivi dell'esercito, stabilirono che la resistenza e la lotta armata mediante la pratica militare della guerra di guerriglia mobile, erano l'unica strada da percorrere per portare in Colombia il cambiamento e le riforme strutturali che la popolazione chiedeva. Il loro scopo era sovvertire l'ordinamento statale colombiano per instaurare una democrazia popolare e socialista.
Le FARC sono tra le più longeve organizzazioni ribelli del mondo ancora esistenti, ed hanno attraversato tutta la storia recente della Colombia. Dopo 20 anni di lotta armata ininterrotta, nel 1984 firmarono con l'allora presidente Belisario Betancur Cuartas i cosiddetti "accordi della Uribe", che prevedevano tra le altre cose un cessate il fuoco, l'istituzione di elezioni popolari per sindaci e governatori, decentralizzazione amministrativa e garanzie per l'attività politica di tutti i movimenti. In conseguenza di tali accordi le FARC costituirono, in alleanza con altre forze, un movimento politico legale denominato Unión Patriottica e si presentarono alle elezioni del 1985 eleggendo 14 parlamentari e diversi sindaci e consiglieri.
Il partito dell'UP venne sterminato fisicamente: caddero in pochi anni migliaia di membri e dirigenti ad ogni livello, compresi i candidati alla presidenza della Repubblica Jaime Pardo Leal e Bernardo Jaramillo. In seguito a questi eventi le FARC valutarono che in Colombia non vi erano spazi per la lotta politica legale e di massa e decisero di tornare alla lotta guerrigliera. In questa fase, alla fine degli anni Ottanta, si separarono definitivamente dal Partito Comunista Colombiano, creando una propria struttura per la lotta politica clandestina nota come "Partito Comunista Clandestino Colombiano". Negli anni Novanta, anche in conseguenza del vistoso peggioramento delle condizioni di vita, soprattutto nelle zone rurali del paese, le FARC sperimentarono un periodo di grande crescita numerica e di rafforzamento militare che convinse nel 1998 il presidente Andrés Pastrana Arango ad aprire dei colloqui di pace, in un'area smilitarizzata nel centro della Colombia.

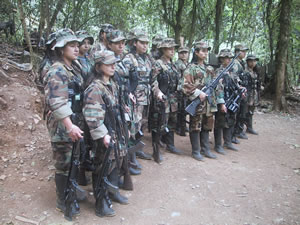
Unità delle FARC durante i "Dialoghi del Caguán"

Tali conversazioni, che durarono fino al 2002, prendono il nome di "Dialoghi del Caguán". Nel corso di questi dialoghi, l'allora Presidente Andrés Pastrana e l'allora Comandante in capo delle FARC-EP, Manuel Marulanda, sottoscrissero un'intesa, articolata in dodici punti, chiamata "Agenda Comune per il Cambiamento verso la Nuova Colombia". L'intesa venne sottoscritta con l'obiettivo di ricercare una soluzione politica al conflitto sociale e armato, partendo dal presupposto della necessità della difesa dei diritti umani (sistematicamente violati attraverso il terrorismo di Stato), e della costruzione di una reale ed integrale riforma agraria che potesse risolvere i motivi di fondo che hanno generato il conflitto stesso. La costruzione di un nuovo Stato prevede un nuovo modello di sviluppo economico, la riforma della giustizia e la lotta alla corruzione e al narcotraffico, elementi strutturali nell'architettura del vecchio Stato, espressione dell'oligarchia. Dal punto di vista delle relazioni internazionali, venne posto l'accento sull'integrazione latinoamericana.

## Gli anni 2000
Con l'approvazione del Plan Colombia e il conseguente massiccio sostegno economico e militare che ricevette dagli USA il governo colombiano, il Presidente Pastrana, alla fine del proprio mandato, decise di interrompere l'esperienza dei dialoghi di pace e di tornare ad una politica fortemente incentrata sull'azione militare. Nel frattempo le FARC costruirono un altro strumento politico, più ampio del Partito Comunista Clandestino Colombiano, con l'intento di organizzare tutti quei settori della società che si oppongono alla politica governativa, anche non sostenitori dell'ideologia marxista-leninista.
Il movimento che lanciarono prende il nome di Movimento Bolivariano, e per proteggere la vita e la sicurezza dei suoi attivisti e militanti, opera clandestinamente. Negli anni che seguirono ogni tentativo di riaprire spazi di dialogo e di negoziati è stato fallimentare e le FARC hanno sostenuto il peso di una delle maggiori offensive militari della storia in America Latina, condotta per dieci anni consecutivi a partire dalla volontà del governo di Álvaro Uribe Vélez (2002-2010) di vincere la guerra sul piano militare. Il governo che seguì, quello del presidente Santos, ha proseguito fino al 2011 la politica del suo predecessore.
Il bilancio di questa campagna militare, non del tutto cessata, è controverso: mentre fonti governative esaltano l'importanza di alcuni colpi assestati contro membri del Segretariado delle FARC a partire dal 2008, diversi osservatori fanno notare come anche stando a stime governative il numero di perdite riportate dall'esercito colombiano sia sempre maggiore di anno in anno dal 2009 in avanti, quando tali perdite tornarono ai livelli di quelli del periodo precedente al Plan Colombia e pertanto prevedono che una sconfitta militare della guerriglia non sia uno scenario credibile. Inoltre l'esperienza ha mostrato che ogni perdita, seppur importante nella gerarchia della guerriglia, viene rimpiazzata senza produrre particolari effetti nei reciproci rapporti di forza.
Le FARC sostengono di rappresentare gli interessi dei poveri che abitano la Colombia contro le classi ricche e si oppongono all'ingerenza degli Stati Uniti d'America negli affari interni della Colombia (particolarmente al Plan Colombia), alla privatizzazione delle risorse naturali, alle multinazionali e alla violenza delle organizzazioni paramilitari. Ad esse aderiscono una forza stimata (al 2008) di 8.000 - 16.000 effettivi, di cui tra il 10% ed il 15% con meno di 18 anni di età. L'età minima per entrare nelle FARC era fissata, in accordo con quanto previsto dal Diritto Internazionale Umanitario, in 15 anni. Nel febbraio del 2015 la norma è stata rivista e il nuovo limite di ingresso nella guerriglia è stato fissato a 17 anni. Le FARC-EP controllano un 20-25% del territorio colombiano al 2011, concentrate principalmente nelle giungle del sud-est del paese e nelle aree montagnose afferenti alla cordigliera andina, anche se ormai agiscono militarmente e politicamente in ogni dipartimento.
Dopo la morte dovuta ad un infarto dell'ex leader Manuel Marulanda Vélez (noto come Tirofijo, ossia colpo sicuro) avvenuta il 26 marzo 2008, le FARC sono state guidate dal quasi sessantenne Guillermo Leon Saenz, detto Alfonso Cano, fino alla sua morte, avvenuta in combattimento nel novembre 2011, mentre erano in corso i contatti per l'apertura dei dialoghi di pace che si sarebbero concretizzati nel 2012 a Oslo e a L'Avana. A seguito di ciò, Rodrigo Londonio detto "Timochenko", 52 anni, è stato designato nuovo comandante del Segretariado, la massima istanza di direzione politica e militare delle FARC, costituito da 9 membri.
Il 1º marzo 2008 le forze armate colombiane hanno ucciso, dopo aver sconfinato in territorio dell'Ecuador, il portavoce delle FARC Raúl Reyes, insieme ad altri 18 membri della guerriglia, a un cittadino ecuadoregno e a 4 studenti messicani, scatenando una crisi diplomatica tra Colombia, Ecuador e Messico.
Il 31 agosto 2008 il governo colombiano ha denunciato contatti tra il responsabile esteri di Rifondazione Comunista, Ramon Mantovani e le FARC; il dossier del governo Colombiano definisce i contatti "non solo politici". Le informazioni sui contatti con l'organizzazione guerrigliera hanno iniziato a circolare in seguito alla sottrazione operata dall'esercito colombiano ai danni delle autorità dell'Ecuador, del computer di Raúl Reyes, durante l'operazione condotta contro il suo accampamento. Il PRC ha risposto a questa denuncia chiarendo che i contatti con le FARC sono sempre stati alla luce del sole e avevano l'obiettivo di far riprendere il processo di pace.
Nel corso del 2009 e del 2010 molti dubbi sono cresciuti in merito alla validità delle informazioni ricavate dai suddetti supporti informatici, sia per l'utilizzo politicamente spregiudicato che ne è stato fatto dal governo Uribe, per colpire suoi oppositori tanto in Colombia quanto all'estero, sia perché l'ombra delle manipolazioni si è stesa sui computer dal momento in cui l'Interpol ha certificato la rottura della corretta catena di custodia di tali materiali, nonché l'alterazione di migliaia di archivi, nei primi giorni seguenti all'operazione.
In effetti Ronald Coy, ufficiale della scientifica colombiana, che ha effettuato le analisi dei dischi del computer per conto delle autorità colombiane, ha dapprima affermato che contrariamente a quanto sostenuto dal governo, non è stata ritrovata traccia di alcuna e-mail scambiata tra il capo guerrigliero e alcuna persona, e nell'agosto 2010 lo stesso Coy ha ammesso di aver personalmente operato una serie di modifiche al contenuto dei dischi rigidi. Nel maggio del 2011 la Corte Suprema di Giustizia colombiana ha riconosciuto come nulle, ai fini giuridici, le informazioni provenienti da tali materiali,
invalidando de facto i processi in corso fondati su di essi.
Il 18 maggio 2008 si è consegnata all'esercito colombiano Nelly Avila Moreno, detta "Karina", militante del "Fronte 47" e responsabile secondo alcuni dell'assassinio di Alberto Uribe Sierra, padre dell'ex-presidente della Colombia, Alvaro Uribe; anche se altre versioni relazionano l'omicidio del latifondista Alberto Uribe con i regolamenti di conti interni all'ambiente narco-paramilitare, anche per via della sua amicizia e frequentazione con il defunto Pablo Escobar.
Nel 2010 venne ucciso in un bombardamento l'allora comandante del Blocco Orientale Jorge Briceño detto El Mono Jojoy.

## Le FARC e la comunità internazionale
Le FARC vengono inserite nel 2002 dalle autorità degli Stati Uniti in una lista nera delle organizzazioni terroristiche, seguiti a ruota nel 2005 dall'Unione europea (che le rimuoverà dalla lista nel 2016). Per tutti i Paesi latinoamericani, fatta eccezione per i governi di Perù e Colombia, le FARC non sono un'organizzazione terrorista, ma una forza guerrigliera, così come per l'ONU, nella cui lista non sono presenti. Nonostante le recenti accuse di terrorismo, le FARC-EP sono state considerate prima del 2002, e continuano a considerarsi, una forza belligerante, con la quale gli stessi governi colombiani si sono più volte seduti al tavolo delle trattative.
Nel gennaio 2008 il Presidente venezuelano Hugo Chávez, allora impegnato come mediatore per la liberazione di Íngrid Betancourt, ha avanzato la richiesta al governo colombiano e a tutta la comunità internazionale di riconoscere le FARC come "forza belligerante" di un conflitto civile. Questo riconoscimento è considerato un passaggio importante per la conquista della pace in Colombia, perché consentirebbe al governo di effettuare uno scambio di prigionieri tra le due parti in conflitto e riprendere il processo di pace interrotto nel 2002.
Nel maggio del 2015 il Consiglio di Stato colombiano ha determinato che le FARC non possono essere considerate un'organizzazione terroristica (denominazione riservata a chi impiega sistematicamente il terrore nei confronti dei civili), ma come un gruppo guerrigliero, parte di un conflitto armato che deve essere interpretato e regolato secondo quanto previsto dal Diritto Internazionale Umanitario.

## I dialoghi dell'Avana e l'accordo di pace

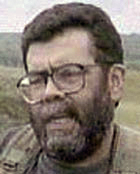
Alfonso Cano

Tra il 23 febbraio e il 26 agosto 2012, a L'Avana, Cuba, FARC e governo colombiano hanno preso parte a incontri esplorativi per valutare la possibilità di intraprendere dei dialoghi mirati a ottenere la fine del conflitto, “condizione essenziale alla costruzione di una pace stabile e duratura”. Secondo alcuni sondaggi, il 72% della popolazione appoggia e sostiene il processo di pace, e solo il 33% ritiene possibile un'uscita dal conflitto per via militare. Il sostegno al processo è rilevante anche in campo internazionale, e può contare su personalità come quella dell'ex presidente statunitense Jimmy Carter o di movimenti politici di ampio respiro come il Forum di Sao Paulo, che il 25 gennaio 2013 ha emesso un documento, approvato all'unanimità, di pieno sostegno ai dialoghi dell'Avana, esigendo dal presidente Santos garanzie democratiche per tutte le organizzazioni coinvolte, per la sinistra e per il movimento sociale”
Il 18 ottobre 2012 le FARC e il governo colombiano hanno presieduto la conferenza stampa d'inaugurazione ufficiale dei Dialoghi di Pace a Oslo, in Norvegia. Il 19 novembre i dialoghi sono effettivamente iniziati all'Avana, a partire dal primo dei sei punti in agenda: Politica di sviluppo agrario integrale, Partecipazione politica, Fine del conflitto, Soluzione al problema delle droghe ad uso illecito, Vittime e, infine, Implementazione. Lo stesso giorno, la guerriglia, accogliendo una proposta del gruppo "Colombiani per la Pace", annuncia un cessate il fuoco unilaterale “necessario perché le parti che iniziano il dialogo ottengano il proposito desiderato da tutti i colombiani”, con validità dal 20 novembre del 2012 alla mezzanotte del 20 gennaio del 2013.
Nonostante le reiterate richieste levate da più parti, la delegazione del governo colombiano si rifiuta di proclamare la tregua, e le operazioni militari delle Forze Armate proseguono ininterrotte, con bombardamenti su accampamenti guerriglieri seguiti da azioni di truppe di terra. Durante un'operazione sotto copertura eseguita dal generale Alzáte nel novembre 2014 in una comunità del Chocó (nordovest), questi viene arrestato da un'unità della guerriglia che presidia la zona e fatto prigioniero. Il presidente Santos sospende i dialoghi di pace venendo meno all'impegno di non permettere che gli eventi che accadono in Colombia, come conseguenza della guerra, danneggino il processo di pace. Le FARC decidono in ogni caso di liberare il generale, e decretano un ulteriore cessate il fuoco delle attività offensive a tempo indefinito per preservare il processo di pace, chiedendo al governo maggiore impegno e reciprocità a partire dall'esperienza ottenuta dalla vicenda del generale Alzáte.
In particolare le FARC chiedono di ascoltare i movimenti sociali colombiani che ritengono imprescindibile per il processo di pace un cessate il fuoco bilaterale. Nel marzo 2015 Santos ordina la sospensione per un mese dei bombardamenti sugli accampamenti delle FARC, escludendo però l'ELN da questa misura. Il gesto è qualificato dalle FARC come poco credibile. Dall'inizio delle conversazioni, le FARC richiedono la partecipazione popolare alla discussione nel tavolo dei dialoghi. Sulla base delle conclusioni del forum sulla questione agraria tenutosi a Bogotà, le FARC elaborano una proposta di riforma rurale e agraria integrale, democratica e partecipativa, nel rispetto della società e dell'ambiente in 10 punti, che esprime e riassume le posizioni dei movimenti sociali colombiani.
La richiesta delle Farc di una concessione di terre agli strati più deboli della popolazione rurale non è stata presa in considerazione degli esponenti governativi che hanno dichiarato l'inviolabilità della proprietà privata e la necessità di tutelare i proprietari terrieri. Il lungo percorso verso questo l'accordo è stato coadiuvato da Cuba e dalla Norvegia, dal Cile e soprattutto Venezuela. 
Il 24 settembre 2015 viene siglato all'Havana, alla presenza di Raúl Castro, un accordo storico tra il presidente della Colombia Juan Manuel Santos e il leader delle FARC Timoleón Jiménez che prevede un cessate il fuoco tra le due parti entro sei mesi; l'intesa prevede inoltre l'istituzione di tribunali speciali volti a giudicare i crimini commessi nel conflitto da entrambi i contendenti.
Il 23 giugno 2016, dopo 50 anni di ostilità, il governo colombiano nazionale e una delegazione delle FARC stipulano un accordo bilaterale definitivo per la cessazione delle ostilità e per la promozione della pace, in presenza di Raúl Castro e Ban Ki-moon.
il 25 agosto 2016 viene confermato pubblicamente l'accordo dai negoziatori delle due parti, il presidente Manuel Santos e il comandante dei guerriglieri del Bloque Caribe de las FARC Iván Márquez, concludendo il negoziato; l'accordo sarà ratificato in seguito ad un referendum popolare. A Bogotà, la popolazione ha festeggiato con manifestazioni di gioia nei parchi e nelle strade.
Il 2 ottobre 2016 l’accordo è stato sottoposto a referendum nazionale venendo sorprendentemente bocciato dal popolo colombiano con il 50,3% dei voti contrari in opposizione al 49,7% dei voti favorevoli (con una differenza stimata di appena 65.000 voti)
Il successivo 24 ottobre fu firmato un nuovo accordo di pace tra le parti, a cui seguì la ratifica definitiva da parte del parlamento colombiano.
Il 28 dicembre 2016 il parlamento colombiano ha approvato una legge che prevede l'amnistia o la grazia ai membri delle Forze armate rivoluzionarie della Colombia accusati di reati politici.

## Fonti di finanziamento

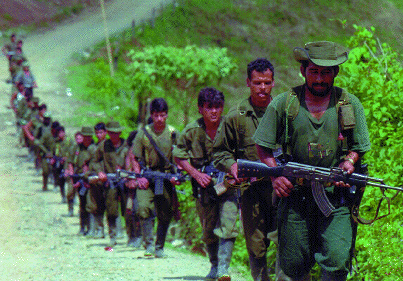
Guerriglieri delle FARC

Per finanziare la propria attività di guerriglia le FARC utilizzano principalmente l'imposizione di tasse nei territori in cui esercitano maggiore influenza, nei confronti delle persone fisiche o giuridiche il cui patrimonio sia superiore a un milione di dollari statunitensi, secondo quanto disposto dalla Legge 002, promulgata dalle FARC nel marzo del 2000 e denominata "impuesto para la paz" (imposta per la pace). Tale imposta suscita discussioni perché tra coloro che ne sono soggetti vi sono anche i narcotrafficanti, i quali comprano presso i contadini la pasta ottenuta dalla macerazione delle foglie di coca. Le FARC impongono ai narcotrafficanti sia di pagare ai contadini il loro lavoro, che il versamento della tassa prevista dalla Legge 002, che trattengono al pari delle imposte riscosse sulle attività economiche legali.
Secondo fonti del Centro Militare Studi Strategici del Ministero della Difesa italiano intorno alla fine degli anni novanta le FARC sarebbero diventate direttamente produttori della pasta-base, mentre secondo il commissario governativo Daniel García Peña e altre fonti indipendenti le FARC non hanno nessuna partecipazione nel narcotraffico come tale. Le FARC, da parte loro, rifiutano decisamente di essere considerate parte del commercio di stupefacenti, sostengono che il narcotraffico sia "un'impresa criminale capitalista" e che il loro rapporto con esso si limita all'imposizione di regole. Durante i Dialoghi dell'Avana è stato sottoscritto da FARC e governo colombiano un documento relativo al superamento del problema delle droghe a uso illecito, nel quale si riconosce che le istituzioni nazionali e locali sono erose dalla corruzione originata dal narcotraffico e che per porvi rimedio occorre da parte governativa "spezzare ogni relazione del narcotraffico con ogni ambito della vita pubblica" e da parte delle FARC, in uno scenario di risoluzione del conflitto, "porre fine a qualsiasi relazione che, in funzione della ribellione, si fosse eventualmente presentata con tale fenomeno".
Un'altra questione controversa legata alla tassazione riguarda gli arresti disposti nei confronti dei soggetti che, operando nelle aree sulle quali le FARC esercitano la propria autorità, rifiutano il pagamento dell'imposta prevista dalla Legge 002. Le FARC in questo caso hanno prodotto l'arresto di colui che considerano un evasore fiscale. Tale arresto viene in genere protratto fino alla regolarizzazione della posizione del soggetto, mediante il pagamento di quanto stabilito. Questa pratica viene considerata dal governo colombiano un sequestro di persona con fini estorsivi. In un comunicato diffuso il 26 febbraio 2012, il Segretariado delle FARC comunica di aver abrogato dalla Legge 002 la disposizione che prevede la detenzione per i soggetti morosi e di aver proscritto questo tipo di arresti dalla propria pratica rivoluzionaria.
In ogni caso questo genere di arresto non ha mai avuto nulla a che vedere con il prendere come prigionieri di guerra soldati e poliziotti catturati in combattimento (così come esponenti politici dello Stato) i quali possono essere rilasciati, secondo le FARC, unicamente mediante uno scambio con i guerriglieri catturati dall'esercito, oppure attraverso una decisione politica unilaterale della guerriglia volta a favorire un negoziato di pace. Negli ultimi anni si sono molto incrementate queste liberazioni unilaterali grazie alla mediazione del gruppo Colombiani per la Pace. Altre fonti di finanziamento delle FARC sono l'esproprio dei beni in possesso dello Stato colombiano e del sistema bancario, mediante azioni armate e la contribuzione volontaria ottenuta in forma clandestina.